# Nõmme
Nõmme är det sydligaste av åtta distrikt i Estlands huvudstad Tallinn och har 39 487 invånare (2014). Orten grundades 1878 av ägaren till herrgården Jälgimäe som ett sommarstugeområde i anslutning till järnvägsstationen. Nõmme fick stadsrättigheter 1926, men efter den sovjetiska ockupationen 1940 införlivades området med Tallinn.

## Stadsdelar
- Hiiu
- Kivimäe
- Laagri
- Liiva
- Männiku
- Nõmme
- Pääsküla
- Rahumäe
- Raudalu
- Vana-Mustamäe